# Wetgevend Lichaam (Tweede Franse Keizerrijk)
Het Wetgevend Lichaam was tijdens het Tweede Franse Keizerrijk (Frans: Corps législatif) een van de twee kamers van het Franse parlement, opgericht door de Franse grondwet van 1852 als gevolg van de staatsgreep van Napoleon III op 2 december 1851. De andere kamer was de Senaat.
De leden van het Wetgevend Lichaam werden rechtstreeks verkozen op basis van algemeen enkelvoudig stemrecht voor mannen volgens een uninominaal meerderheidssysteem in twee rondes.

## Bevoegdheden

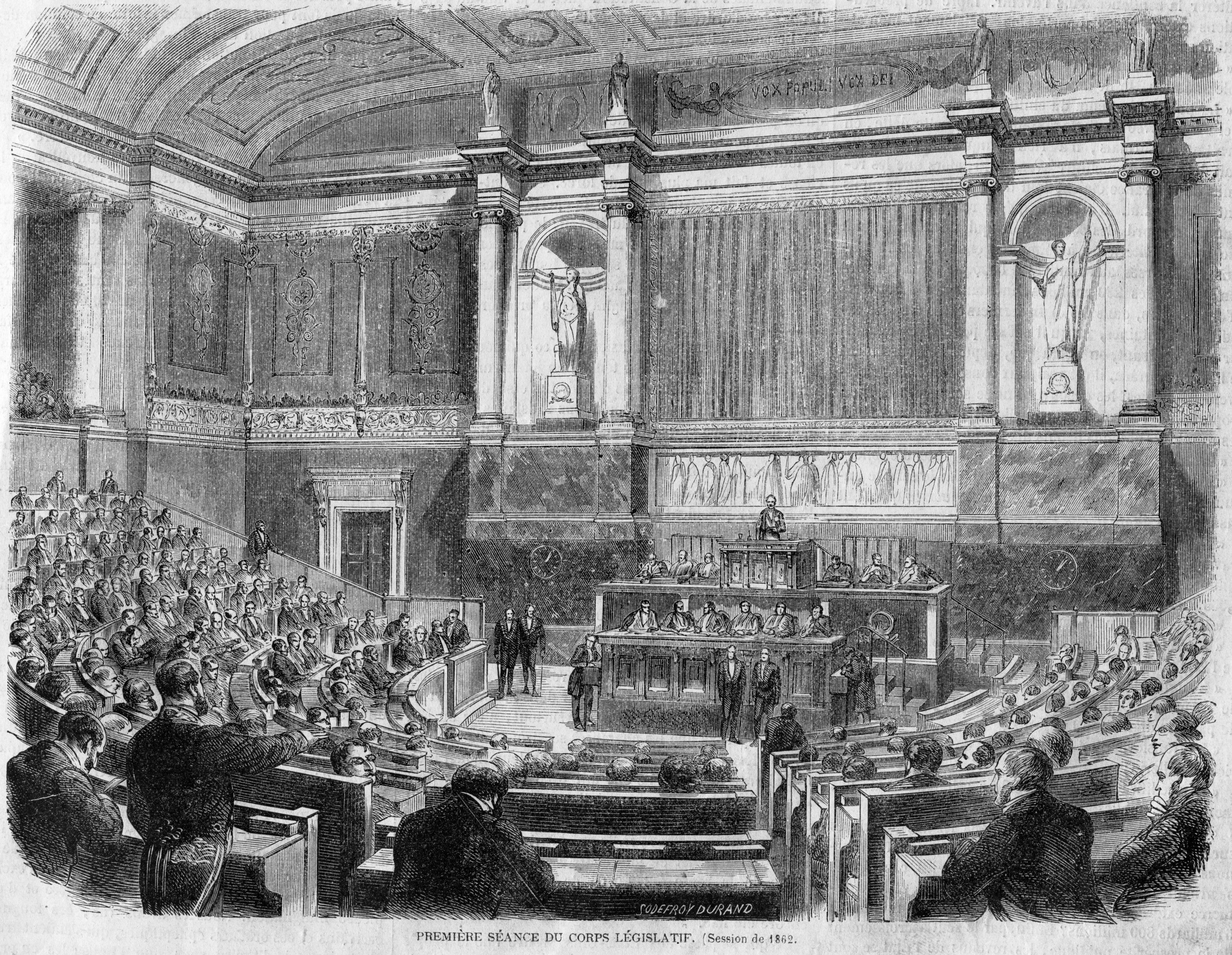
Eerste zitting van het Wetgevend Lichaam tijdens de zitting van 1862. L'Illustration, februari 1862.

Het Wetgevend Lichaam kende diverse zwakke punten in democratisch opzicht. De voorzitter en de ondervoorzitters van het Wetgevend Lichaam werden niet door de volksvertegenwoordigers gekozen, maar benoemd door de keizer (Napoleon III). De gewone zitting van het Wetgevend Lichaam duurde bovendien slechts drie maanden per jaar.
Hoewel het Wetgevend Lichaam de bevoegdheid had om wetten goed te keuren, kende ze tot 1869 geen initiatiefrecht. Dit recht lag aanvankelijk exclusief bij de keizer, bijgestaan door de door hem gecontroleerde Raad van State. Na de interpellatie van de 116 volksvertegenwoordigers kreeg het Wetgevend Lichaam een gedeeld initiatiefrecht in september 1869.
Bovendien benoemde de keizer de ministers en gold de ministeriële verantwoordelijkheid enkel ten aanzien van hem en niet ten aanzien van het parlement.

## Oppositie tegen Napoleon III
Bij de parlementsverkiezingen van 1863, die voorafgingen aan de derde legislatuur, deed de Liberale Unie haar intrede in het Wetgevend Lichaam. Ook Adolphe Thiers werd verkozen en deed zijn herintrede in de Franse politiek. Voor de Staatsgreep van Napoleon III in 1851 was Thiers meermaals eerste minister. Thiers fungeerde als een groot politieke tegenstander van keizer Napoleon III en voerde in het Wetgevend Lichaam oppositie tegen hem. Bekend is zijn toespraak over de noodzakelijke vrijheden van 11 januari 1864 tijdens een parlementair debat. Na de val van het Tweede Franse Keizerrijk zou Adolphe Thiers keizer Napoleon III opvolgen als staatshoofd van Frankrijk, als eerste president van de Derde Franse Republiek.
Tijdens zijn campagne voor de Franse parlementsverkiezingen van 1869 bracht Léon Gambetta zijn programma van Belleville uit. Dit programma werd op 15 mei 1869 gepubliceerd in het dagblad L'Avenir national en ijverde voor een verdere democratisering van het Keizerrijk.
Na de schietpartij in Brûlé, waarbij het leger had geschoten op stakende arbeiders eisten 116 leden van het Wetgevend Lichaam op 12 juli 1869 meer inspraak van het parlement door middel van de interpellatie van de 116 volksvertegenwoordigers. Napoleon III stemde hier uiteindelijk mee in. Door het senatus consultum van 8 september 1869 kreeg het Wetgevend Lichaam mede het initiatiefrecht, dat voortaan niet langer exclusief rustte bij de keizer, maar werd gedeeld met het Wetgevend Lichaam.

## Samenstelling
| Legislatuur | Verkiezingen | Samenstelling | Samenstelling | Voorzitter                                                          | Voorzitter |
| ----------- | ------------ | ------------- | --- | ------------------------------------------------------------------- | ---------- |
| I           | 1852         |               | bonapartisten: 253 zetels (96,9 %) royalisten: 5 zetels (1,9 %) republikeinen: 3 zetels (1,1 %) Aantal zetels: 261                                                            | Adolphe Billault (foto) Charles de Morny                            |            |
| II          | 1857         |               | Aantal zetels: 267 | Charles de Morny                                                    |            |
| III         | 1863         |               | bonapartisten: 251 zetels (88,7 %) republikeinen: 17 zetels (6 %) royalisten: 15 zetels (5,3 %) Aantal zetels: 283                                                            | Charles de Morny Alexandre Colonna-Walewski (foto) Eugène Schneider |            |
| IV          | 1869         |               | liberale bonapartisten: 120 zetels (42,4 %) autoritaire bonapartisten: 92 zetels (32,5 %) royalisten: 41 zetels (14,5 %) republikeinen: 30 zetels (10,6 %) Aantal zetels: 283 | Eugène Schneider                                                    |            |